# استیون کاتهوون
استیون کاتهوون (انگلیسی: Steven Caethoven؛ زادهٔ ۹ مهٔ ۱۹۸۱) دوچرخه‌سوار اهل بلژیک است.
از باشگاه‌هایی که در آن بازی کرده‌است می‌توان به وانتی–گروپ گوبر، اسپورت فلاندر-بالوزه، تیم دوچرخه‌سواری اگریتوبل، و لاندباوکردیت–کولناخو اشاره کرد.